# Lobera de la Vega
Lobera de la Vega es una localidad y también una pedanía española de la provincia de Palencia (comunidad autónoma de Castilla y León). Pertenece al municipio de Pedrosa de la Vega. 

## Geografía
Enclavada en la comarca natural de Vega-Valdavia, subcomarca de Vega. Situada entre la carretera autonómica CL-615 de Palencia a Guardo y el río Carrión 2 km al sur de Saldaña, con acceso a la capital del municipio por la carretera provincial PP-2418.

## Demografía
Evolución de la población en el siglo XXI
| Gráfica de evolución demográfica de Lobera de la Vega entre 2000 y 2020 |
|                                                                         |
| Población de derecho (2000-2020) según el padrón municipal del INE      |

## Historia
A la caída del Antiguo Régimen la localidad se constituye en municipio constitucional denominado Gañinas que en el censo de 1842 contaba con 17 hogares y 88 vecinos, para posteriormente integrarse en Pedrosa de la Vega.